# Olszankowate

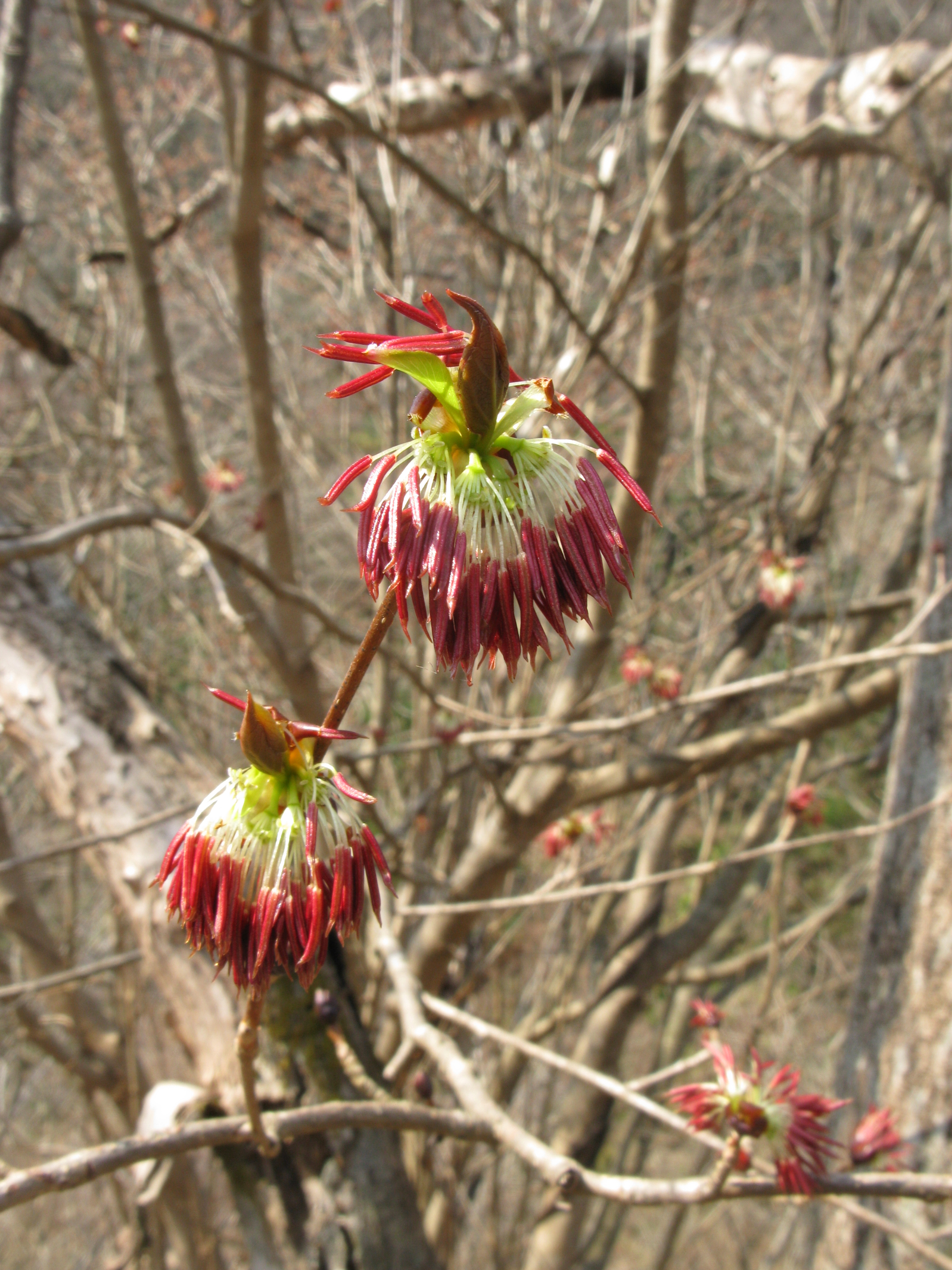
Kwiatostany olszanki japońskiej

Olszankowate (Eupteleaceae K. Wilh.) – rodzina roślin okrytonasiennych z rzędu jaskrowców (Ranunculales). Obejmuje tylko dwa gatunki z rodzaju olszanka (Euptelea) występujące we wschodniej Azji. Olszanka chińska E. pleiosperma rośnie w wilgotnych lasach od wschodnich Himalajów po środkowej Chiny, a olszanka japońska E. polyandra w lasach centralnej i południowej Japonii.
Drzewa te uznawane są za atrakcyjne i bywają uprawiane w kolekcjach dendrologicznych. Zapłodnienie u tych roślin następuje czasem nawet dwa miesiące po zapyleniu.

## Morfologia
PokrójMałe drzewa i okazałe krzewy zrzucające liście w okresie zimy, osiągające do 15 m wysokości.
LiścieSkrętoległe (na końcach krótkopędów gęsto skupione), pojedyncze, ogonkowe. Charakterystyczne dla tych roślin jest silne, pierzaste użyłkowanie kolistej blaszki liściowej, poszczególne nerwy dochodzą do końca silnie i nieregularnie piłkowanego brzegu liścia. Liście za młodu są czerwonawe, jesienią przebarwiają się na czerwono i żółto.
KwiatyZebrane w kwiatostany pojawiające się przed rozwinięciem liści. Skupienia tworzy 6–12 kwiatów wyrastających z kątów podsadek. Kwiaty są obupłciowe, pozbawione okwiatu. Pręcików jest 6–19 i rozwijają się one przed słupkiem (kwiaty są przedprątne). Owocolistki w liczbie 8–31, wolne, z 1–3 zalążkami. Na szczycie z znamieniem silnie podzielonym na podobieństwo szczoteczki do zębów.
OwoceNiewielkie, dyskowate skrzydlaki wyrastające na szypułkach. Młode są żywoczerwone, zawierają 1–3 nasiona.

## Systematyka
Rodzina umieszczana w różnych pozycjach systematycznych w dawniejszych klasyfikacjach okrytonasiennych. Przez Cronquista (1981) uważana za siostrzaną dla grujecznikowatych (Cercidiphyllaceae), wiązana była także z eukomiowatymi (Eucommiaceae). Dawniej rośliny te zaliczane były do wiązowatych (Ulmaceae) i trochodendronowatych (Trochodendraceae).
Pozycja systematyczna według APweb (aktualizowany system APG IV z 2016)
Klad bazalny w obrębie rzędu jaskrowców (Ranunculales), stanowiącego z kolei klad bazalny w obrębie kladu dwuliściennych właściwych (eudicots). 
|  | krępieniowate Lardizabalaceae |
|  |                               |
|  | Circaeasteraceae              |
|  |                               |

|  | miesięcznikowate Menispermaceae                                                          |
|  |                                                                                          |
|  | \| \| berberysowate Berberidaceae \| \| \| \| \| \| jaskrowate Ranunculaceae \| \| \| \| |
|  |                                                                                          |
|  | berberysowate Berberidaceae                                                              |
|  |                                                                                          |
|  | jaskrowate Ranunculaceae                                                                 |
|  |                                                                                          |

|  | berberysowate Berberidaceae |
|  |                             |
|  | jaskrowate Ranunculaceae    |
|  |                             |

|  | krępieniowate Lardizabalaceae |
|  |                               |
|  | Circaeasteraceae              |
|  |                               |

|  | miesięcznikowate Menispermaceae                                                          |
|  |                                                                                          |
|  | \| \| berberysowate Berberidaceae \| \| \| \| \| \| jaskrowate Ranunculaceae \| \| \| \| |
|  |                                                                                          |
|  | berberysowate Berberidaceae                                                              |
|  |                                                                                          |
|  | jaskrowate Ranunculaceae                                                                 |
|  |                                                                                          |

|  | berberysowate Berberidaceae |
|  |                             |
|  | jaskrowate Ranunculaceae    |
|  |                             |

|  | krępieniowate Lardizabalaceae |
|  |                               |
|  | Circaeasteraceae              |
|  |                               |

|  | miesięcznikowate Menispermaceae                                                          |
|  |                                                                                          |
|  | \| \| berberysowate Berberidaceae \| \| \| \| \| \| jaskrowate Ranunculaceae \| \| \| \| |
|  |                                                                                          |
|  | berberysowate Berberidaceae                                                              |
|  |                                                                                          |
|  | jaskrowate Ranunculaceae                                                                 |
|  |                                                                                          |

|  | berberysowate Berberidaceae |
|  |                             |
|  | jaskrowate Ranunculaceae    |
|  |                             |

|  | krępieniowate Lardizabalaceae |
|  |                               |
|  | Circaeasteraceae              |
|  |                               |

|  | miesięcznikowate Menispermaceae                                                          |
|  |                                                                                          |
|  | \| \| berberysowate Berberidaceae \| \| \| \| \| \| jaskrowate Ranunculaceae \| \| \| \| |
|  |                                                                                          |
|  | berberysowate Berberidaceae                                                              |
|  |                                                                                          |
|  | jaskrowate Ranunculaceae                                                                 |
|  |                                                                                          |

|  | berberysowate Berberidaceae |
|  |                             |
|  | jaskrowate Ranunculaceae    |
|  |                             |

|  | krępieniowate Lardizabalaceae |
|  |                               |
|  | Circaeasteraceae              |
|  |                               |

|  | miesięcznikowate Menispermaceae                                                          |
|  |                                                                                          |
|  | \| \| berberysowate Berberidaceae \| \| \| \| \| \| jaskrowate Ranunculaceae \| \| \| \| |
|  |                                                                                          |
|  | berberysowate Berberidaceae                                                              |
|  |                                                                                          |
|  | jaskrowate Ranunculaceae                                                                 |
|  |                                                                                          |

|  | berberysowate Berberidaceae |
|  |                             |
|  | jaskrowate Ranunculaceae    |
|  |                             |

|  | krępieniowate Lardizabalaceae |
|  |                               |
|  | Circaeasteraceae              |
|  |                               |

|  | miesięcznikowate Menispermaceae                                                          |
|  |                                                                                          |
|  | \| \| berberysowate Berberidaceae \| \| \| \| \| \| jaskrowate Ranunculaceae \| \| \| \| |
|  |                                                                                          |
|  | berberysowate Berberidaceae                                                              |
|  |                                                                                          |
|  | jaskrowate Ranunculaceae                                                                 |
|  |                                                                                          |

|  | berberysowate Berberidaceae |
|  |                             |
|  | jaskrowate Ranunculaceae    |
|  |                             |

|  | krępieniowate Lardizabalaceae |
|  |                               |
|  | Circaeasteraceae              |
|  |                               |

|  | miesięcznikowate Menispermaceae                                                          |
|  |                                                                                          |
|  | \| \| berberysowate Berberidaceae \| \| \| \| \| \| jaskrowate Ranunculaceae \| \| \| \| |
|  |                                                                                          |
|  | berberysowate Berberidaceae                                                              |
|  |                                                                                          |
|  | jaskrowate Ranunculaceae                                                                 |
|  |                                                                                          |

|  | berberysowate Berberidaceae |
|  |                             |
|  | jaskrowate Ranunculaceae    |
|  |                             |

|  | krępieniowate Lardizabalaceae |
|  |                               |
|  | Circaeasteraceae              |
|  |                               |

|  | miesięcznikowate Menispermaceae                                                          |
|  |                                                                                          |
|  | \| \| berberysowate Berberidaceae \| \| \| \| \| \| jaskrowate Ranunculaceae \| \| \| \| |
|  |                                                                                          |
|  | berberysowate Berberidaceae                                                              |
|  |                                                                                          |
|  | jaskrowate Ranunculaceae                                                                 |
|  |                                                                                          |

|  | berberysowate Berberidaceae |
|  |                             |
|  | jaskrowate Ranunculaceae    |
|  |                             |

Podział
- Rodzaj: Euptelea Siebold & Zucc.
  - Euptelea pleiosperma J. D. Hooker & Thomson – olszanka chińska
  - Euptelea polyandra Siebold. & Zucc – olszanka japońska